# Paraeboria
Paraeboria jeniseica es una especie de araña araneomorfa de la familia Linyphiidae. Es el único miembro del género monotípico Paraeboria.

## Distribución
Es un endemismo de Rusia asiática.